# Hauke Wahl
Hauke Finn Wahl (Hamburg, 15 april 1994) is een Duits betaald voetballer die doorgaans speelt als centrale verdediger. In juli 2023 verruilde hij Holstein Kiel voor FC St. Pauli.

## Clubcarrière
Wahl speelde in de jeugd van Eintracht Schwerin en speelde daarna twee jaar in de opleiding van Dynamo Dresden, alvorens hij naar Holstein Kiel trok. Voor die club maakte de verdediger zijn debuut op 20 juli 2013. Op die dag speelde Holstein met 0–0 gelijk op bezoek bij Hansa Rostock. Wahl mocht tijdens dat duel in de basis starten en hij speelde het gehele duel mee. De centrumverdediger tekende voor zijn eerste doelpunt op 7 februari 2015, toen Holstein met 0–2 won op bezoek bij Energie Cottbus. In de negende minuut wist Wahl zijn club op voorsprong te zetten.
In de zomer van 2015 liet Wahl Holstein achter zich. Voor circa een half miljoen euro werd hij overgenomen door SC Paderborn, waarmee hij in de 2. Bundesliga ging spelen. Hij ondertekende een driejarige verbintenis. Na één seizoen verliet Wahl Paderborn al, hij verkaste naar FC Ingolstadt, actief op het hoogste niveau. Opnieuw zette hij zijn handtekening onder een contract voor drie seizoenen. In een half jaar kwam de verdediger niet in actie voor zijn nieuwe club en in de winterstop werd hij hierop verhuurd aan 1. FC Heidenheim voor een half seizoen.
Wahl keerde in 2018 terug naar Holstein Kiel, waar hij voor drie jaar tekende. Na vijf seizoenen bij Holstein Kiel nam FC St. Pauli hem medio 2023 transfervrij over. Hij promoveerde met de club naar de Bundesliga, waardoor hij in het seizoen 2024/25 zijn debuut maakte op het hoogste niveau.

## Clubstatistieken
| Seizoen | Club               | Competitie    | Competitie | Competitie | Beker | Beker | Internationaal | Internationaal | Totaal | Totaal |
| Seizoen | Club               | Competitie    | Wed.       | Dlp.       | Wed.  | Dlp.  | Wed.           | Dlp.           | Wed.   | Dlp.   |
| ------- | ------------------ | ------------- | ---------- | ---------- | ----- | ----- | -------------- | -------------- | ------ | ------ |
| 2013/14 | Holstein Kiel      | 3. Liga       | 26         | 0          | 2     | 0     | —              | —              | 28     | 0      |
| 2014/15 | Holstein Kiel      | 3. Liga       | 33         | 2          | 1     | 0     | —              | —              | 34     | 2      |
| 2015/16 | Holstein Kiel      | 3. Liga       | 3          | 0          | 1     | 0     | —              | —              | 4      | 0      |
| 2015/16 | SC Paderborn       | 2. Bundesliga | 29         | 2          | 0     | 0     | —              | —              | 29     | 2      |
| 2016/17 | FC Ingolstadt      | Bundesliga    | 0          | 0          | 1     | 0     | —              | —              | 1      | 0      |
| 2016/17 | → 1. FC Heidenheim | 2. Bundesliga | 14         | 0          | 0     | 0     | —              | —              | 14     | 0      |
| 2017/18 | FC Ingolstadt      | 2. Bundesliga | 27         | 3          | 3     | 0     | —              | —              | 30     | 3      |
| 2018/19 | Holstein Kiel      | 2. Bundesliga | 33         | 2          | 3     | 0     | —              | —              | 36     | 2      |
| 2019/20 | Holstein Kiel      | 2. Bundesliga | 34         | 1          | 2     | 0     | —              | —              | 36     | 1      |
| 2020/21 | Holstein Kiel      | 2. Bundesliga | 34         | 0          | 7     | 2     | —              | —              | 41     | 2      |
| 2021/22 | Holstein Kiel      | 2. Bundesliga | 18         | 0          | 2     | 0     | —              | —              | 20     | 0      |
| 2022/23 | Holstein Kiel      | 2. Bundesliga | 29         | 2          | 0     | 0     | —              | —              | 29     | 2      |
| 2023/24 | FC St. Pauli       | 2. Bundesliga | 33         | 0          | 4     | 1     | —              | —              | 37     | 1      |
| 2024/25 | FC St. Pauli       | Bundesliga    | 12         | 0          | 2     | 0     | —              | —              | 14     | 0      |
| Totaal  | Totaal             | Totaal        | 324        | 12         | 28    | 3     | 0              | 0              | 352    | 15     |

Bijgewerkt op 6 december 2024.